# Dietmar Zoedler
Dietmar Zoedler (* 6. September 1921 in Breslau, Provinz Niederschlesien; † 12. November 2018 in Bad Kissingen) war ein deutscher Mediziner, Urologe und Autor.

## Leben
Der Vater Heinz Zoedler war Arzt in Breslau. Dietmar Zoedler besuchte das dortige Maria-Magdalenen-Gymnasium, das er 1939 zusammen mit seinem Freund Hans-Georg Boenninghaus mit dem Abitur verließ. Das im Herbst 1939 an der Universität Breslau begonnene Medizinstudium wurde nach dem Physikum durch die Einberufung zum Kriegsdienst im Frühjahr 1941 zunächst abgebrochen. Zoedler wurde 1941 und 1942 in Russland eingesetzt und dann – mit Unterbrechungen – zur Fortsetzung seines Studiums abkommandiert. Anfang 1945 konnte er an der Universität Göttingen das Staatsexamen ablegen. Er promovierte im gleichen Jahr mit einer Arbeit über die Kinderlähmung (Regeneration der Restlähmungen nach Poliomyelitis spinalis anterior). Anschließend wurde er als Assistenzarzt in einem Lazarett eingesetzt. Im Sommer 1945 kam er aus sowjetischer Kriegsgefangenschaft frei.
Seine medizinische Weiterbildung erfuhr Zoedler in verschiedenen Krankenhäusern, zuletzt in Berlin. Nachdem er 1950 Facharzt für Urologie geworden war, wurde er an die urologische Abteilung des Krankenhauses Berlin-Neukölln berufen. Wegen seiner chirurgischen Fähigkeiten und wegen seiner wissenschaftlichen Arbeiten holte ihn Hans Boeminghaus 1957 mit der Zusicherung der Nachfolge nach Düsseldorf. Über 20 Jahre leitete er dort die Klinik Golzheim als international bekannte urologische Fachklinik. Er entwickelte neue Operationsverfahren, besonders das „Zoedlerband“ zur Behebung der weiblichen Harninkontinenz fand auch Anwendung in den USA und in Japan. Seine über 150 wissenschaftlichen Arbeiten und Vorträge auf in- und ausländischen Kongressen machten Zoedler international bekannt.
1970 und 1971 war er Vorsitzender der Nordrhein-Westfälischen Gesellschaft für Urologie und 1974 wurde er zum Präsidenten der Deutschen Gesellschaft für Urologie gewählt. Dietmar Zoedler wurde 1982 mit dem Verdienstkreuz Erster Klasse des Verdienstordens der Bundesrepublik Deutschland geehrt und 1983 wurde er vom Wissenschaftsminister des Landes Nordrhein-Westfalen zum Professor ernannt.
Er war seit 1953 mit Ursula Schimpf verheiratet. Tochter und Sohn aus dieser Ehe sind ebenfalls Mediziner. Zoedler ist auch ein anerkannter Sammler und Fachmann für schlesisches und böhmisches Glas. Nach seiner Pensionierung hat er sich ganz seiner in fünfzig Jahren zusammengetragenen Glas-Sammlung gewidmet. In der Zeitschrift „Weltkunst“ veröffentlichte er von 1986 bis 1996 fachspezifische Beiträge über Gläser, etwa über Schlachtenszenen auf schlesischen Glaspokalen, Norddeutsche Stadtveduten auf Gläsern oder Berliner Ansichten auf Glas. Im Jahre 1996 erschien sein Buch Schlesisches Glas – Schlesische Gläser.
Am 30. November 2018 wurde seine Urne auf dem Friedhof in Gelnhausen beigesetzt.

## Publikationen
- Beitrag zur Endometriose der Harnblase, Zeitschrift f. Urologie, Berlin / Heidelberg 1957
- Zur postoperativen Inkontinenz, Helvetia Chirurgica Acta, Basel 1968
- Zur Problematik der Sekundär- und Recidiv-Operationen an der Niere, am oberen Nierenbecken und oberen Harnleiter, Zeitschrift für Urologie, Berlin / Heidelberg 1969
- Die operative Behandlung der weiblichen Harninkontinenz mit dem Kunststoffnetzband, Aktuelle Urologie, Stuttgart 1970
- Die Stellung der totalen Prostatektomie im Behandlungsplan des Prostata-Carcinoms, Vortrag Kongress d. Ungarischen u. Österreichischen Ges. f. Urologie, Graz 1978
- Reinterventionen an den Urogenitalorganen, in: Lutwin Beck (Hg.), Intra- und postoperative Komplikationen in der Gynäkologie und Geburtshilfe, Stuttgart 1978
- Schlesisches Glas – Schlesische Gläser, Geschichte und Geschichten, Bergstadt, Würzburg, 2001, ISBN 3-87057-208-6
- Beiträge von D. Zoedler in der Zeitschrift Weltkunst, München: 22/1986, 6/1987, 17/1988, 21/1988, 17/1989,  4/1989, 15/1990, 22/1993, 8/1996